# Leucoagaricus glabridiscus
Leucoagaricus glabridiscus är en svampart som först beskrevs av Sundb., och fick sitt nu gällande namn av Wuilb. 1986. Leucoagaricus glabridiscus ingår i släktet Leucoagaricus och familjen Agaricaceae.   Inga underarter finns listade i Catalogue of Life.